# 소닉 어드벤처
소닉 어드벤처 1(일본어: ソニックアドベンチャー 영어: Sonic Adventure 1)은 세가가 발매하고 소닉 팀이 만든 소닉 시리즈의 첫 드림캐스트 게임이다. 후에 PC 및 게임 큐브 용으로 소닉 어드벤처 DX가 발매되었다. 소닉 어드벤처 DX는 옛날 게임기어로 나온 소닉게임을 열 수 있도록 했다.
2010년에는 PSN, XBLA에 HD 버전의 소닉 어드벤처를 다운받을 수 있게 되었다. DX버전으로 업그레이드 할 수 있는 DLC가 나왔으며, 드림캐스트 콜렉션에도 포함되었다.

## 게임플레이
메가드라이브에서 드림캐스트로 넘어오면서 만들어진 소닉 어드벤처엔 많은 변화가 있었다. 일단 기존의 메가드라이브의 소닉 더 헤지호그 시리즈는 2D 횡스크롤 게임플레이 인데 비해, 소닉 어드벤처는 3D 게임플레이이다. 특히 소닉은 가까운 적이나 스프링을 향해 날아가는 호밍어택 기능이 추가 되었다. 또한 소닉, 테일즈, 너클즈, 에이미의 눈 색깔과 키가 바뀌는 등 캐릭터 디자인도 변했다.(일러스트 포함)

## 스토리
소닉은 도시를 거닐던 도중 경찰들이 달려드는 것을 보고 따라가보니 카오스를 만나게 되었다. 그렇다. 에그맨은 도시를 파괴하고 에그맨랜드를 건설할 목적으로 카오스를 불러들였다. 그리고 에그맨은 자신의 부하로 감마와 다른 로봇들을 만들었다. 그리고 중심 기지인 파이널 에그에서 자신의 비행선인 에그 캐리어를 쏘았다. 그러나 카오스 에메랄드를 갖고 있는 개구리를 찾는 명령을 내린 에그맨이 감마를 제외한 나머지 로봇이 다른 개구리를 찾자, 이에 분노하며, 다른 로봇들을 분해하였다. 분해하는 모습을 본 감마는 다른 로봇들을 에그맨으로부터 풀어주기 위해 곳곳을 돌아다니며 로봇들을 파괴하고 자신도 죽게 된다. 한편, 소닉은 에그 캐리어의 공격에 떨어져 다시 도시에 도착하게 된다. 그런데 도시를 거닐던 도중, 쇼핑 중이었던 에이미와 우연히 만나게 되었다. 그러나 에이미가 트윙클 파크에서 추적하고 있던 에그맨의 로봇에 의해 납치당하게 되었다. 결국 다시 에이미를 찾으러 에그 캐리어를 습격하고, 파이널 에그를 파괴하였다. 그러나, 에그맨이 카오스의 컨트롤에 실패하면서 카오스가 폭주하기 시작한다. 에그맨은 카오스의 폭주를 알려주고 소닉은 슈퍼 소닉으로 변신하여 카오스를 봉인한다.

## 플레이 가능 캐릭터
- 소닉 더 헤지호그

기존의 소닉 게임과 마찬가지로 빠르게 골에 도착하는 것이 목표.2D였던 소닉 시리즈를 3D로 옮기면서 많은 요소들이 추가되면서 지금까지와는 다른 감각의 스피디한 느낌을 느낄 수 있게 되었다.
소닉 어드벤처 2에서 소닉과 더불어 섀도우 더 헤지혹의 게임플레이로 계승된다.
- 마일즈 "테일즈" 프라우어

골에 도착하는 것은 소닉과 마찬가지이나 소닉(일부 스테이지에는 에그맨)과 경주를 하여 먼저 도착하는 것이 목표.
- 너클즈 디 에키드나

필드를 돌아다니면서 마스터 에메랄드 조각 3개를 모으는 것이 목표. 상당히 플레이가 길어지기 때문에 좋은 평가를 받지 못했다.
소닉 어드벤처 2에서 너클즈와 더불어 루즈 더 뱃의 게임플레이로 계승된다.
- 에이미 로즈

골에 도착하는 것은 소닉과 마찬가지이나 속도가 소닉보다 느리며 액션 버튼으로 해머 공격을 할 수 있다.
- 빅 더 캣

다른 캐릭터들과 달리 낚시로 대상을 낚는 것이 목표.
- E-102 감마

타겟을 록온하면서 골에 도착하는 것이 목표. 다른 캐릭터들과는 달리 미션에 시간 제한이 정해져 있다. 타겟을 맞추면 제한시간이 늘어난다.
소닉 어드벤처 2에서 테일즈와 에그맨의 게임플레이로 계승된다.

## 스테이지
자유롭게 돌아다닐 수 있는 '어드벤처 필드'와 게임을 진행하는 '액션 스테이지'로 나뉘어 있다.

### Station Square
- Emelard Coast
- Casinopolis
- Twinkle Park
- Speed Highway

### Mistic Ruin
- Windy Vally
- Ice Cap
- Red Mountain
- Lost World
- Final Egg

### Egg Career
- Sky Deck
- Hot Shelter

## 게임 시스템
미션은 캐릭터 별로 스테이지 당 세 개씩 있다. C > B > A 순으로 클리어하게 된다. 그리고 스테이지에서 아이템을 얻는 방식인 소닉 어드벤처 2와 달리, 여기서는 타운(어드벤처 필드)에서 아이템을 얻도록 되어 있다.
모든 엠블럼을 모으면 메탈소닉을 플레이할 수 있는 ?가 캐릭터 선택란에 생기게 된다.(DX버전 한정) 그 외에는 없다.

## 반응
반응은 아주 뜨거웠다. 총 250만장이 드림캐스트로 팔렸고, 드림캐스트에서 제일 많이 팔린 게임이 되었다. 속편 소닉 어드벤처 2가 3년 뒤에 나왔고, 2011년 시리즈의 20주년 게임 소닉 제네레이션즈에 소닉 어드벤처의 2 스테이지, 스피드 하이웨이와 에메랄드 코스트가 각각 콘솔 버전과 3DS버전에 나왔다.